# Gambler
Gambler er en dansk portrætfilm fra 2006, der er instrueret af Phie Ambo.

## Handling
Da Nicolas Winding Refn går konkurs med sin mest ambitiøse film, Fear X, og personligt skylder 5,5 mio. kr., er han nødt til at lave en ny film, der kan sælge billetter. Han har lige fået en baby og har nu en familie at forsørge, så der skal penge i den slunkne kasse. Hårdt presset af sin gæld beslutter han at lave en 2'er og 3'er til sin debutfilm Pusher, som er hans hidtil største kommercielle succes. Filmen skildrer en kompromisløs instruktørs kamp for at forene kunst og kasse. Akkompagneret af lyden fra brusende treoer følger den Nicolas Winding Refn til møder med revisorer, filmkonsulenter, ludere og lommetyve i forsøget på at finansiere sit liv og bevare sin kunstneriske integritet.